# Tritella tenuissima
Tritella tenuissima is een vlokreeftensoort uit de familie van de Caprellidae. De wetenschappelijke naam van de soort is voor het eerst geldig gepubliceerd in 1953 door Dougherty & Steinberg.